# 999-9999
999-9999 (tiếng Thái: ต่อ - ติด - ตาย) là một bộ phim điện ảnh kinh dị Thái Lan 2002 của đạo diễn Peter Manusvới sự tham gia Hugo Chakrabongse) và Sririta Jensen.

## Phân vai
- Chulachak Chakrabongse vai Sun
- Sririta Jensen vai Rainbow
- Paula Taylor vai Meena
- Thepparit Raiwin vai Chi
- Norajan Sangigern vai Wawa
- Titinun Keatanakon vai Rajit
- Ramit Romon vai Moo Priew
- Pisut Praesangeam nhân viên tại trạm
- Janeen Lyons vai MTV Veejay